# Vlag van Barra
De vlag van Barra is de vlag van het Schotse eiland Barra. De vlag werd op 23 november 2017 geregistreerd bij het Flag Institute.
Hij is groen, met een wit Scandinavisch kruis dat de afkomst van de mensen en plaatsnamen van Barra laat zien. Het groen staat voor het groen van de Barra-eilanden.